# Падули-Солање (Терамо)
Падули-Солање (итал. Paduli-Solagne) је насеље у Италији у округу Терамо, региону Абруцо.
Према процени из 2011. у насељу је живело 94 становника. Насеље се налази на надморској висини од 404 м.